# Lamborghini LM002

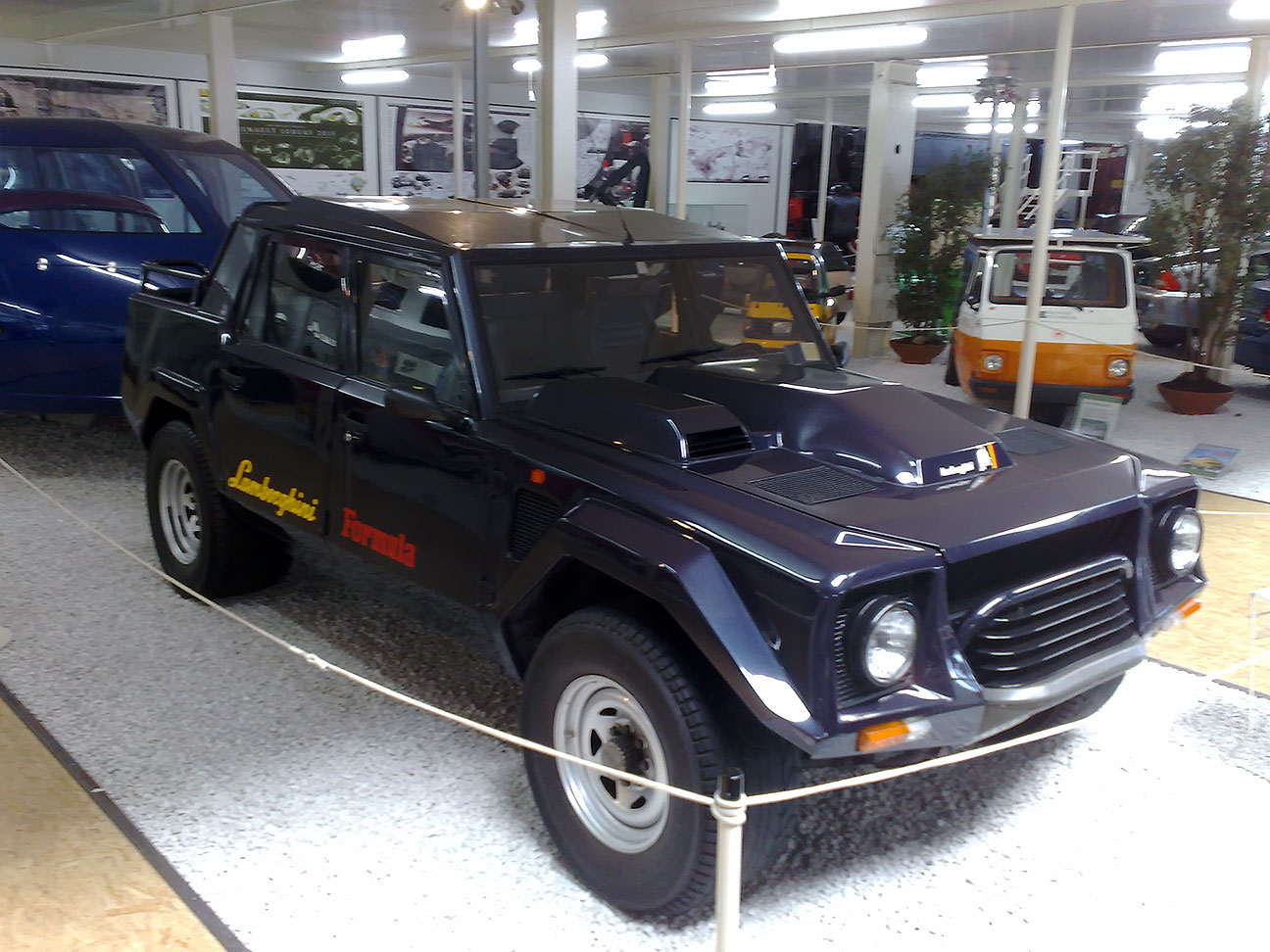
Lamborghini LM002

De Lamborghini LM002 is een terreinauto vervaardigd door de Italiaanse fabrikant van sportwagens en tractoren, Lamborghini. De LM002 werd van 1986 tot 1992 geproduceerd en er zijn 301 exemplaren van deze wagen gebouwd. De meeste daarvan zijn verkocht aan oliesjeiks in het Midden-Oosten. De auto was geliefd bij de Arabische grenspolitie omdat men de auto met 160 km/u over rulle zandduinen kon rijden.
De terreinauto is uitzonderlijk te noemen omdat hij wordt aangedreven door een hoogtoerige V12, een motor die normaal alleen in sport- en racewagens zit.
De motor is dan ook afkomstig uit Lamborghini's eigen Countach en levert 450 pk.
Topsnelheid 210 km/u en 0-100 in 7,8 seconden.